# Booster Gold
Booster Gold (Michael Jon Carter) là một siêu anh hùng hư cấu xuất hiện trong truyện tranh Mỹ do DC Comics xuất bản. Nhân vật do Dan Jurgens tạo ra, lần đầu tiên xuất hiện trong Booster Gold #1 (tháng 2 năm 1986) và là thành viên của Justice League.
Michael Carter được mô tả là một cầu thủ bóng bầu dục trong thế kỷ 25, nhưng thân bại danh liệt chỉ vì bán độ. Anh quyết định quay về quá khứ. Dựa trên kiến thức về các sự kiện lịch sử và công nghệ tương lai, anh đã trở thành siêu anh hùng với biệt danh Booster Gold nhưng không phải là chiến đấu vì công lí mà chỉ để nổi tiếng.